# Rafael Martínez Díaz
Rafael Martínez Díaz (1915-Madrid, 15 de noviembre de 1991) fue un pintor español, hijo del paisajista Eduardo Martínez Vázquez (1886-1971). Fue catedrático de paisaje de la Escuela Superior de Bellas Artes de San Fernando de Madrid y académico de la Real Academia de Bellas Artes de Santa Isabel de Hungría de Sevilla que en 1983 le concedió la medalla de honor de la corporación. 
Entre otros galardones, consiguió en 1952 la medalla de primera clase de la Exposición Nacional de Bellas Artes por su cuadro Niñas pobres que se encuentra expuesto en el Museo de Bellas Artes de Sevilla. 